# Loméfloxacine
La loméfloxacine est une molécule antibiotique, de la classe des quinolones.

## Mode d'action
La Loméfloxacine inhibe l'ADN gyrase bactérienne.